# 諾拉爾沙達爾烏帕齊拉
諾拉爾沙達爾是孟加拉國的一個烏帕齊拉，位於庫爾納專區的諾拉爾縣。諾拉爾塔納建於1861年，後於1984年轉為烏帕齊拉。其名稱為縣名與孟加拉語詞彙「沙達爾」（意為「總部」）之組合。

## 地理
諾拉爾沙達爾烏帕齊拉方圓381.75平方（147.39平方英里）。其北鄰马古拉县，東北接洛哈戈拉烏帕齊拉，東南毗鄰卡利亞烏帕齊拉，西南接壤杰索尔县。奇特拉河流經其南部。

## 人口
據2011年孟加拉國人口普查，諾拉爾沙達爾共有戶數62795戶，人口272872，其中18.8%居於城區，5歲以下人口佔比9.4%。該地7歲以下人口之平均識字率為65.5%，高於全國平均值（51.8%）。